# Pociąg z forsą
Pociąg z forsą (oryg. Money Train) – amerykańska komedia sensacyjna z 1995 roku wyreżyserowana przez Josepha Rubena, według scenariusza Douga Richardsona. Premiera na świecie miała miejsce 22 listopada 1995 roku, a w Polsce 19 kwietnia 1996 roku.

## Fabuła
Akcja toczy się w Nowym Jorku. Głównymi bohaterami są dwaj przybrani bracia, Charlie (W. Harrelson) i John (W. Snipes). Obaj są policjantami i pilnują porządku na jednym z dworców metro. Charlie ma większą skłonność do wpadania w kłopoty i często jego brat musi mu pomagać w ich rozwiązywaniu. Często dochodzi do sprzeczek pomiędzy braćmi. Po kolejnym konflikcie (o kobietę) Charlie się upija i następnego dnia popełnia duży błąd w pracy. Obaj bracia zostają zwolnieni. Charlie, nie mając nic do stracenia, postanawia w Sylwestra obrabować tzw. Pociąg z forsą. Jest to metro przewożące tylko pieniądze, obsesyjnie strzeżone przez Donalda Pattersona (byłego szefa braci). John dowiaduje się o planach Charliego zbyt późno by go powstrzymać. Jednak wyrusza by pomóc bratu. Charlie usuwa kratę w podłodze Pociągu z forsą i dostaje się do środka w momencie gdy pociąg stoi na stacji, a policjanci są na zewnątrz. Następnie wyrzuca pozostałego policjanta i ucieka pociągiem w głąb tunelu. Plan ucieczki się jednak nie powodzi, ale do Charliego dołącza brat i razem pędzą tunelem unikając przeszkód przygotowanych przez policję. W końcu gdy w grę wchodzi już życie innych ludzi, bracia wykolejają pociąg, a sami uciekają bez pieniędzy. Bracia unikają aresztowania. Aresztowany zostaje jedynie Patterson, który podczas pościgu przedkładał pieniądze i pociąg nad życie ludzi.

## Obsada
- Jennifer Lopez
- Wesley Snipes
- Woody Harrelson
- Robert Blake
- Chris Cooper
- Joe Grifasi
- Skipp Sudduth
- Nelson Vasquez
- Vincent Laresca
- Scott Sowers